# La Font d’en Carròs
La Font d’en Carròs (spanisch Fuente Encarroz) ist eine spanische Gemeinde (Municipio) mit 3.938 Einwohnern (Stand: 2024) in der Valencianischen Gemeinschaft, in der Comarca La Safor.

## Gemeindegliederung
Neben dem Hauptort gliedert sich die Gemeinde in die Ortsteile El Panorama und Tossal Gros d'en Carròs.

## Lage
La Font d’en Carròs liegt wenige Kilometer nahe der Costa del Azahar (Mittelmeerküste) in einer Höhe von ca. 70 m. Die Provinzhauptstadt Valencia liegt etwa 70 Kilometer in nordnordwestlicher Richtung. Durch die Gemeinde führt die Autopista AP-7.

## Geschichte
Durch den Fund von Terra Sigillata dürfte es sich ursprünglich um eine spätkaiserzeitliche Siedlung handeln.
| Jahr      | 1900  | 1930  | 1950  | 1960  | 1970  | 1981  | 1991  | 2001  | 2011  | 2021  |
| --------- | ----- | ----- | ----- | ----- | ----- | ----- | ----- | ----- | ----- | ----- |
| Einwohner | 2.192 | 2.794 | 3.015 | 3.136 | 3.235 | 3.306 | 3.265 | 3.252 | 4.191 | 3.793 |

## Kultur und Sehenswürdigkeiten
- Antoninuskirche, ursprünglich aus dem Jahr 1329
- Burg El Rebollet

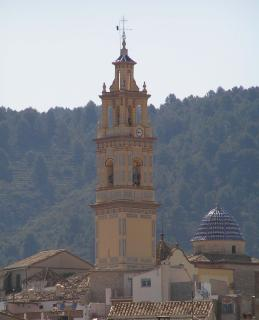
Antoninuskirche
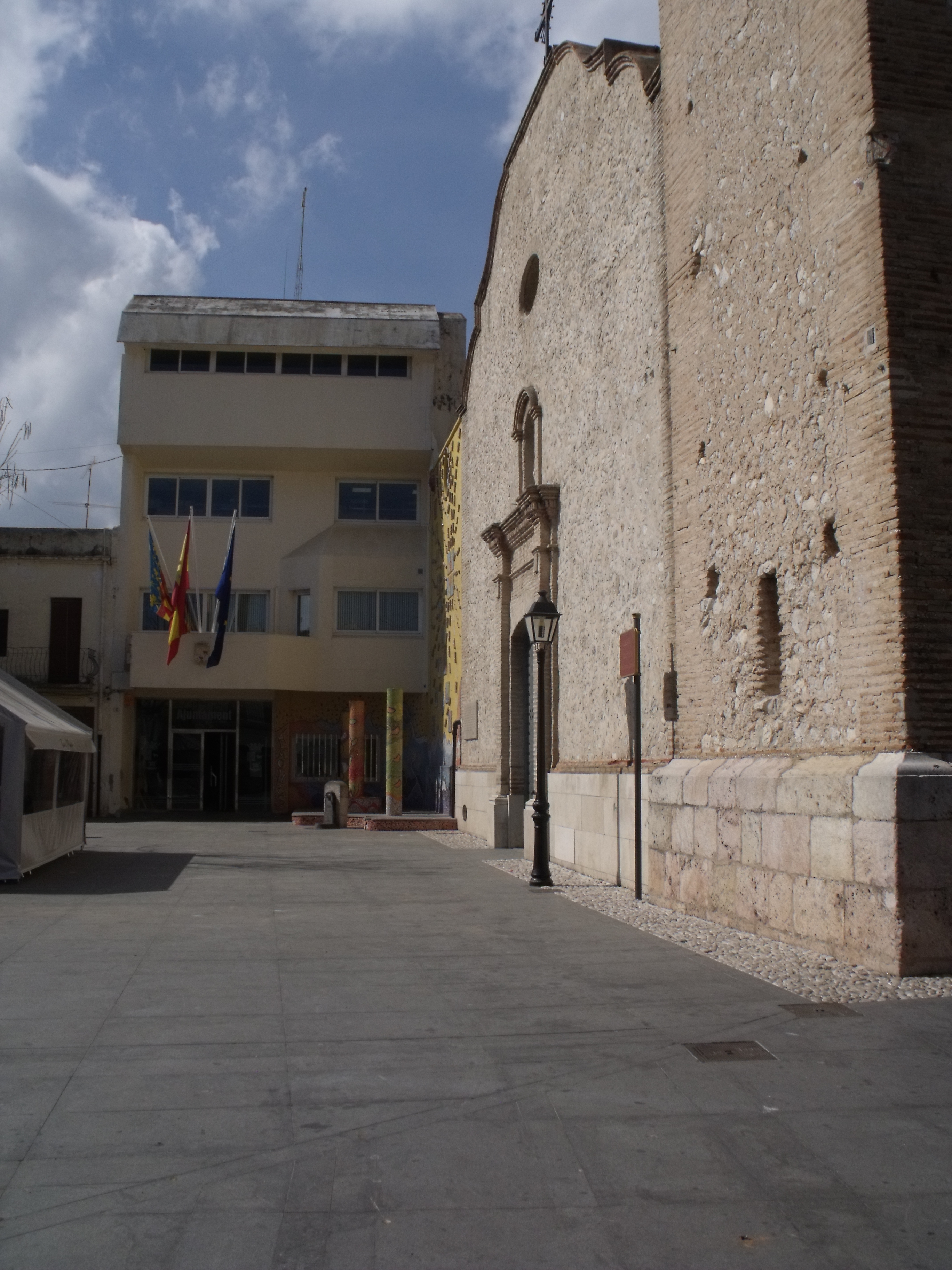
Rathaus